# Web obert
La web oberta és la que s'entén com un bé públic, de cooperació i regit per uns estàndards que permeten la reva replicació i desenvolupament sense restriccions de cap mena, per oposició a pàgines web, codis restrictius, solucions exclusives i propietàries.
Tantek Çelik destaca tres aspectes de la Web oberta, segons permet:
- publicar contingut i aplicacions per mitjà d'estàndards oberts
- codifica i implementa els estàndards web de què depenen aquests contingut o aplicacions
- permet l'accés i reutilització de contingut, codi, aplicacions web o implementacions.

El codi obert facilita la web oberta, i es beneficia d'ella, de la que la Fundació Mozilla és un dels principals i més actius defensors i Creative Commons hi desenvolupa conceptes jurídics relacionats.